# Nationale zéro
Nationale zéro est une série de bande dessinée franco-belge créée dans le journal de Spirou n° 2961 par Éric Maltaite et Jean-Louis Janssens.

## Synopsis
Les aventures d'Émile Karpoto qui conduit sur la Nationale zéro, une route où il se passe des tas de choses étranges.

## Publication

### Album
- Nationale Zéro, Tome 1, sorti en 2008 chez Bamboo Édition. 45 pages,  (ISBN 978-2-350-78484-7)

### Pré-publication
La série a été publiée dans le journal de Spirou entre 1995 et 1997.